# Stereodon buitenzorgii
Stereodon buitenzorgii là một loài Rêu trong họ Hypnaceae. Loài này được (Bél.) Mitt. mô tả khoa học đầu tiên năm 1859.